# Citrus wakonai
Citrus wakonai är en vinruteväxtart som beskrevs av P.I.Forst. & M.W.Sm.. Citrus wakonai ingår i släktet citrusar, och familjen vinruteväxter. Inga underarter finns listade i Catalogue of Life.